# Cheilotrichia vaillanti
Cheilotrichia vaillanti är en tvåvingeart som först beskrevs av Alexander 1922.  Cheilotrichia vaillanti ingår i släktet Cheilotrichia och familjen småharkrankar. Inga underarter finns listade i Catalogue of Life.